# Asterozoa
Gli Asterozoa sono una superclasse di echinodermi nel phylum Echinodermata.

## Tassonomia

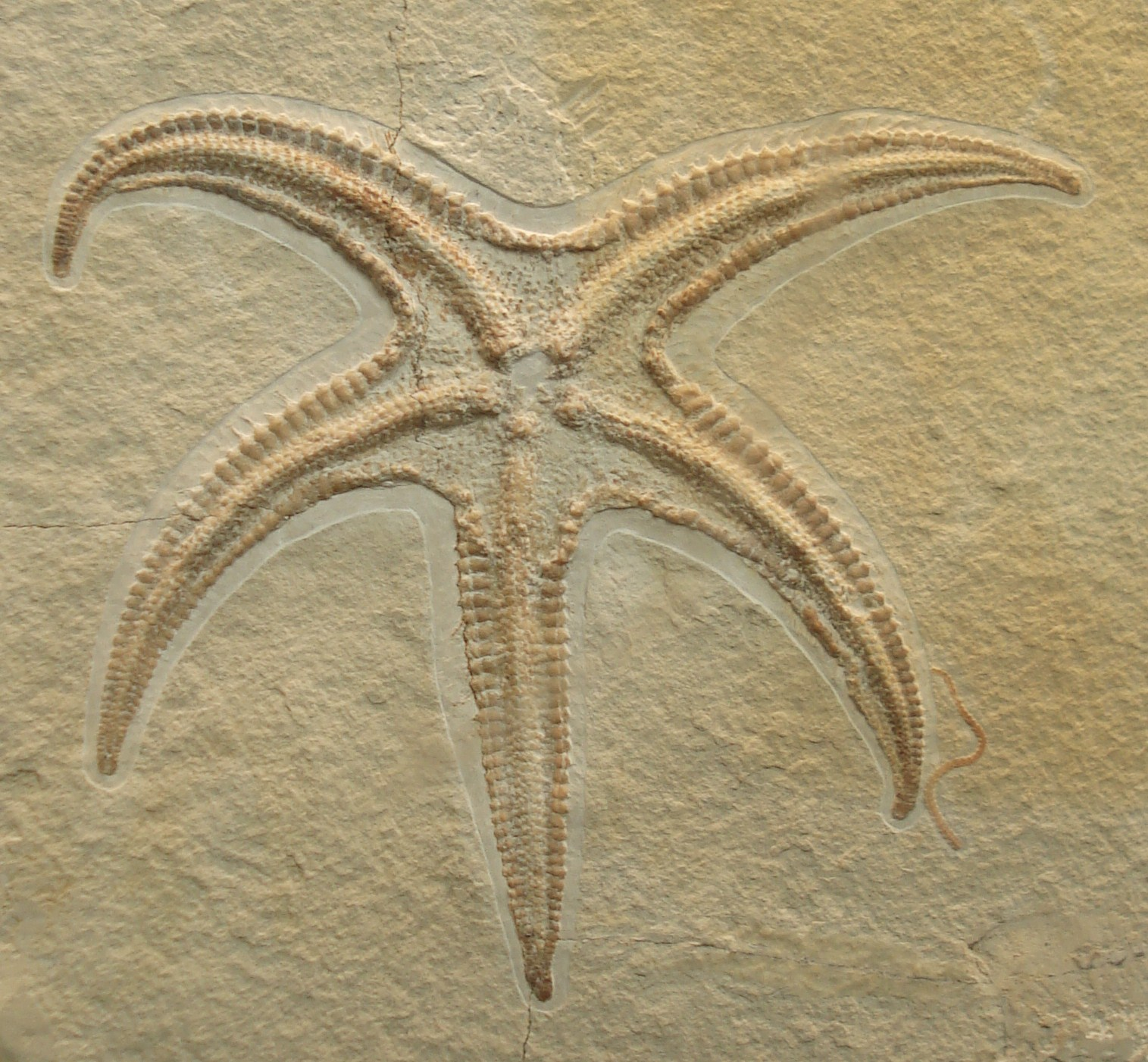
Fossile di Riedaster reicheli

## Classi
- Asteroidea de Blainville, 1830
- Somasteroidea Spencer, 1951